# عصر ما قبل الطوفان

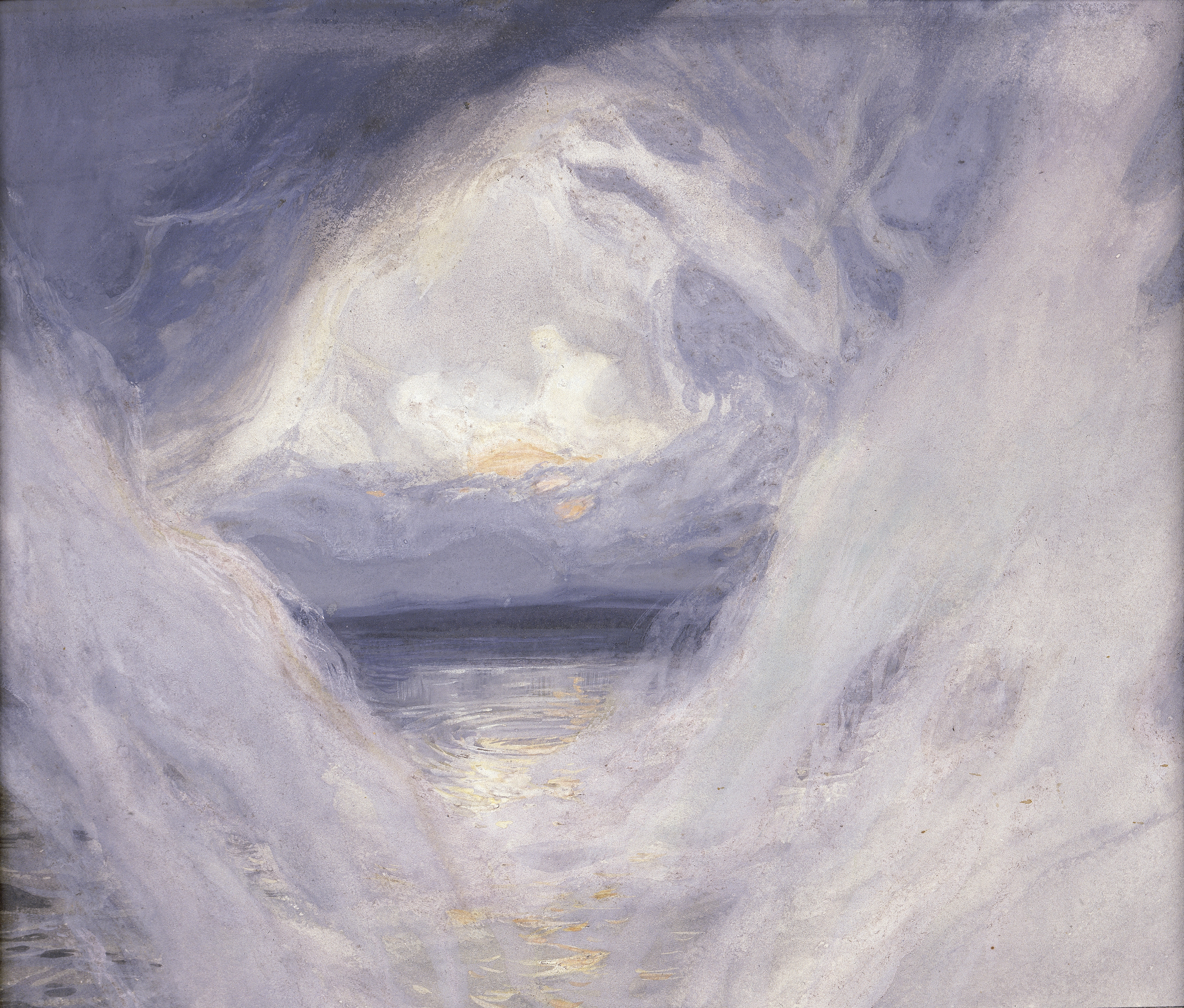
الخلق، بداية عالم ما قبل الطوفان (أي ما قبل الطوفان، بريشة الفنان جيمس تيسو.

عَصْر ما قَبل الطَّوفان أو فَترة ما قبل الطوفان هي الفترة الزمنية المسجلة في الكتب الدينية بين هُبوط آدم حتى حادثة الطوفان في علم الكون التوراتي. صاغ هذا المصطلح توماس براون حيث يأخذ السرد الفصول من 1 إلى 6 (باستثناء قصة الطوفان) من سفر التكوين. وجد هذا المصطلح طريقه إلى الجيولوجيا والعلوم المبكرة حتى أواخر العصر الفيكتوري. بالعامية، يستخدم هذا المصطلح للإشارة إلى أي فترة قديمة وغامضة.

## توقيت فترة ما قبل الطوفان

### الطوفان في الكتاب المقدس

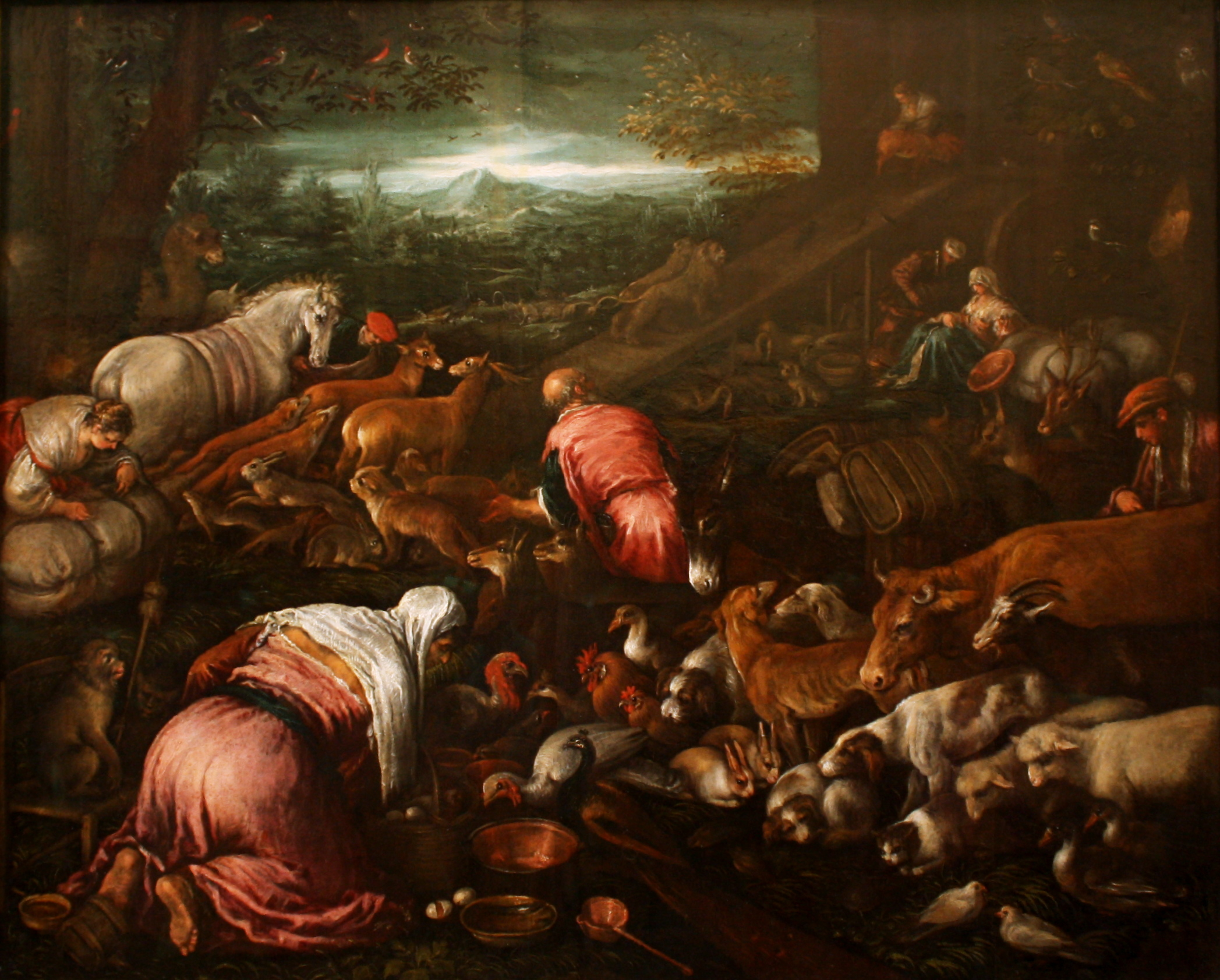
نوح يستعد لمغادرة عالم ما قبل الطوفان، بريشة جاكوبو باسانو ومساعديه، 1579 م

تتفق الكتب المقدسة الإسلامية واليهودية والمسيحية، بوجود فترة ما قبل الطوفان وقد قسَّمها المُؤرخين بين سقوط أول رجل وامرأة (وهُما آدم وحواء) من الجنَّة إلى الأرض، وذلك حتى الطوفان، والذي تنتهي بتدمير كل أشكال الحياة على الأرض باستثناء أولئك الذين تم إنقاذهم مع نوح في السَّفينة (نوح و زوجته وأبنائه الثلاثة وزوجاتهم حسب المُعتقدات اليهودية والمسيحية، ونوح مع أبنائه الثلاثة مع زوجاتهم سوى زوجة نوح وابنه الرابع حسب الإسلام). وفقًا للتسلسل الزمني للأسقف جيمس أوشر في القرن السابع عشر، استمرت فترة ما قبل الطوفان لمدة 1656 عامًا، وذلك منذ الخلق (يقول البعض هُبوط آدم) في السنة 4004 قبل الميلاد إلى الطوفان في 2348 قبل الميلاد. تتضمن عناصر السرد بعضًا من أشهر القصص في الكتاب المقدس - الخلق، وآدم وحواء، وقايين وهابيل ، تليها سلاسل الأنساب التي تتبع نسل قايين وشيث، الابن الثالث المذكور لآدم وحواء.
يصف الكتاب المقدس لدى اليهود والمسيحية عن هذا العصر بأنه زمن الشر العظيم. وكان في الأرض جبوريم (عمالقة) في تلك الأيام، وكذلك طغاة . بعض ترجمات الكتاب المقدس تحدد الاثنين على أنهما واحد ونفس الشيء. كان الجبوريم أقوياء بشكل غير عادي. يدعوهم سفر التكوين "رجالاً جبابرة منذ القدم وذوو اسم". وانتهت فترة ما قبل الطوفان عندما أرسل الله الطوفان ليبيد كل أشكال الحياة باستثناء نوح وعائلته والحيوانات التي أخذوها معهم. ومع ذلك، فإن الطغاة (والتي تعني حرفيًا "الساقطين"، من الجذر العبري الذي يُماثل "للسقوط") تظهر مرة أخرى في وقت لاحق في السرد الكتابي، في العدد 9 (حيث أفاد الجواسيس الذين أرسلهم موسى بوجود طغاة أو "عمالقة" في أرض الموعد ).

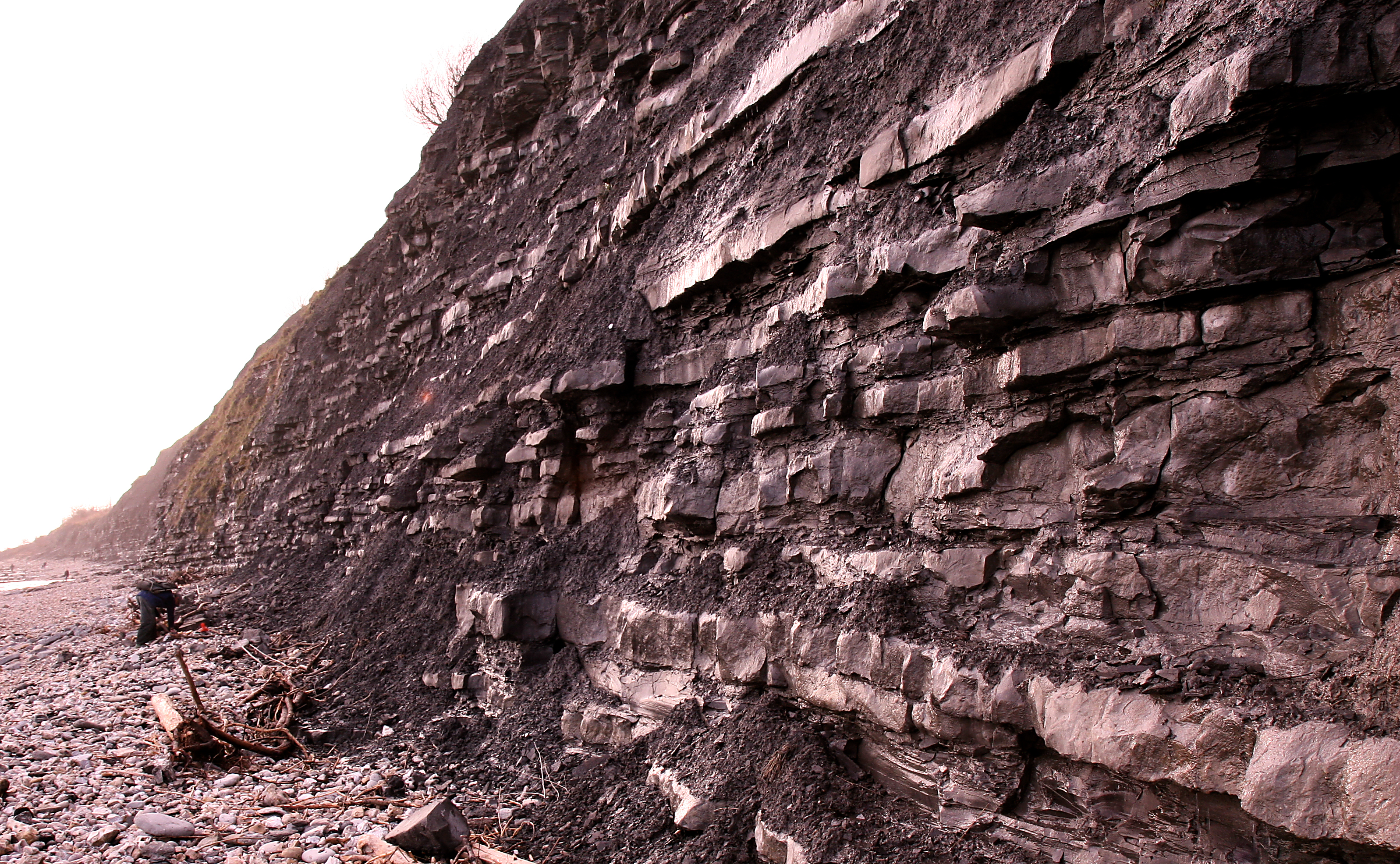
طبقات "الصخور الثانوية"، لايم ريجيس

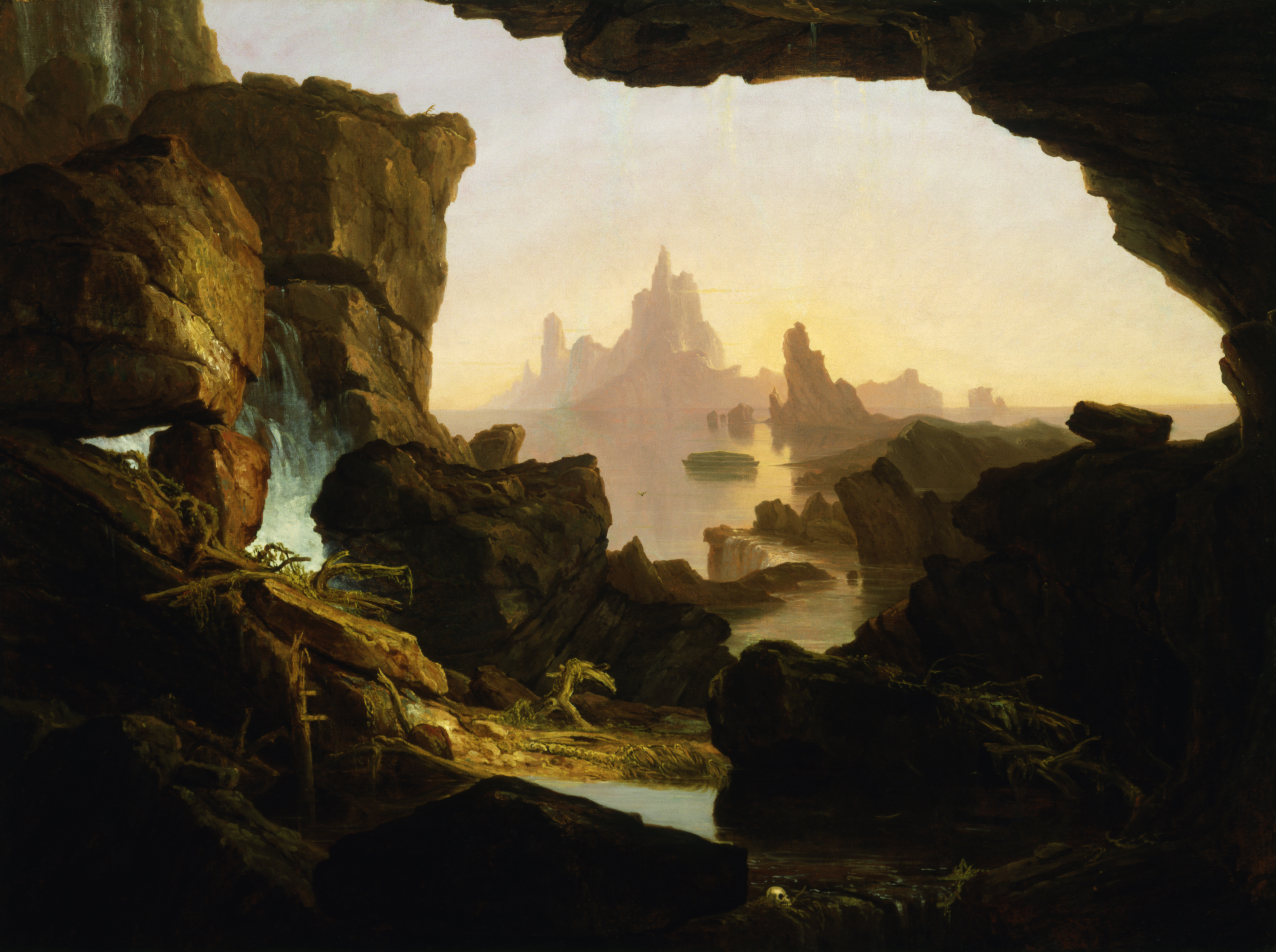
انحسر الطوفان، وكان يُعتقد في الجيولوجيا المبكرة أنه مسؤول عن تكوين الرواسب، ولم يتبق منه سوى آثار لعالم ما قبل الطوفان. توماس كول، 1829

تأسست المحاولات العلمية المبكرة لإعادة بناء تاريخ الأرض على السرد الكتابي، وبالتالي استخدمت مصطلح ما قبل الطوفان للإشارة إلى فترة يُفهم أنها مشابهة بشكل أساسي للفترة الكتابية.  قسم التفسير العلمي المبكر للسرد الكتابي عصر ما قبل الطوفان إلى فترات فرعية بناءً على أيام الخلق الستة:
- ما قبل آدم (الأيام الخمسة الأولى، تك 1: 1 إلى تك 2: 3)
  - الابتدائي (تكوين الكون المادي والأرض)
  - الثانوية (خلق النبات والحيوان)
- Adamitic (أو التعليم العالي، من خلق الإنسان إلى الطوفان العظيم ؛ تك 2: 5 إلى تك 7: 8)، الموافق للعصر الأول للقديس أغسطينوس من عصوره الستة للعالم

جنة عدن لتوماس كول، 1828 م. تعد النباتات المورقة والجو الضبابي نموذجيًا للتفسير الكتابي لفترة ما قبل الطوفان.

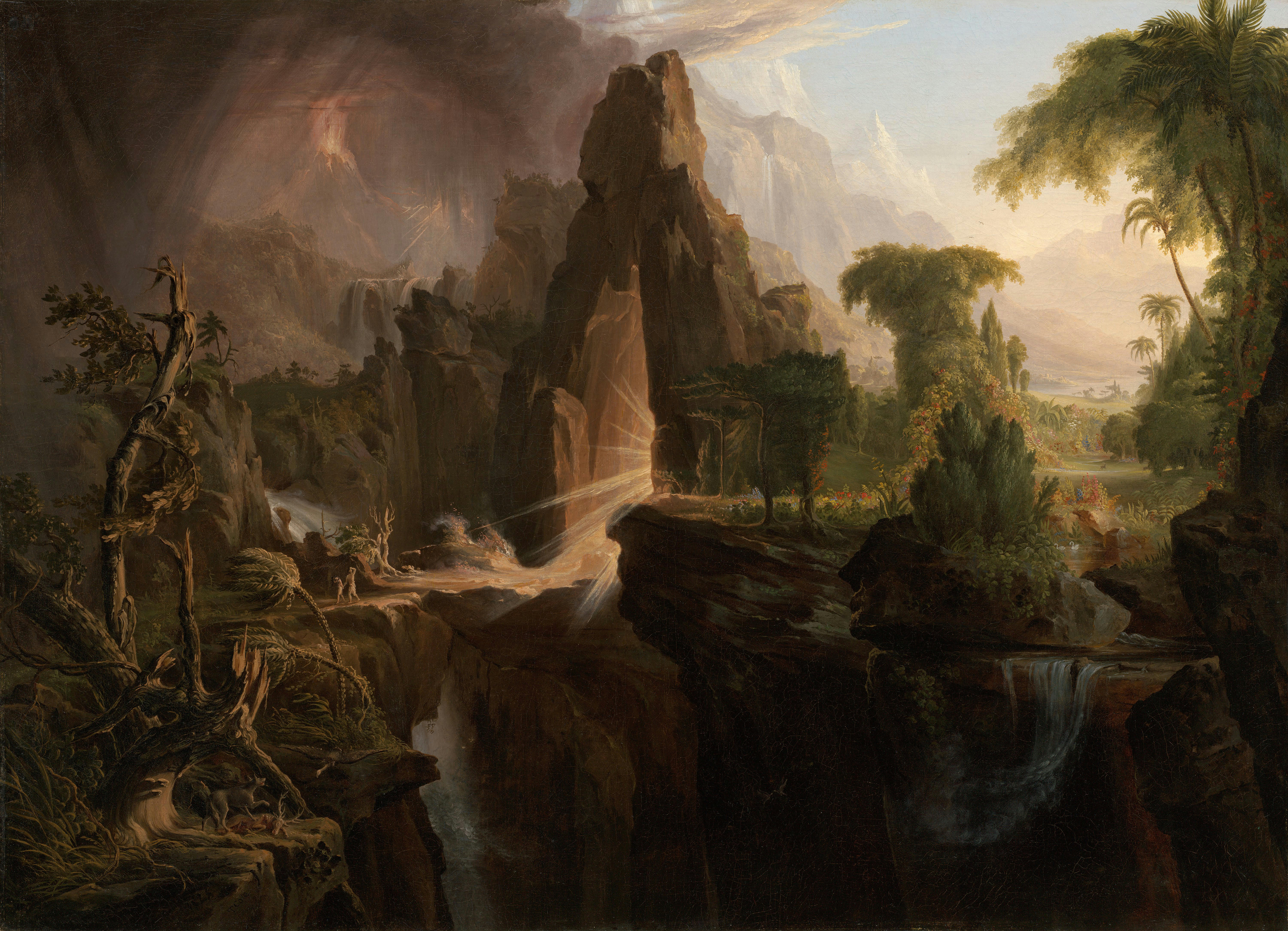
في نهاية فترة عدن، تم دفع آدم وحواء إلى عالم ما قبل الطوفان الكئيب. توماس كول، 1828

وصف الكتاب مثل ويليام ويستون ( نظرية جديدة للأرض ، 1696) وهنري موريس ( طوفان سفر التكوين ، 1961) الذين أطلقوا الحركة الخلقية الحديثة فترة ما قبل الطوفان على النحو التالي:
- عاش الناس لفترة أطول بكثير من أولئك الذين يعيشون اليوم، عادةً ما بين 700 و950 عامًا، كما ورد في سلاسل الأنساب في سفر التكوين.
- احتوت الأرض على عدد أكبر بكثير من الناس مما كانت عليه في عام 1696. حسبت ويستون أن ما يصل إلى 500 مليون إنسان ربما ولدوا في فترة ما قبل الطوفان، بناءً على افتراضات حول متوسط العمر ومعدلات الخصوبة.
- لم تكن هناك غيوم أو أمطار. وبدلا من ذلك، كانت الأرض تسقى بالضباب الذي ارتفع من الأرض. (تفسير آخر هو أن الأرض كانت مغطاة بالكامل بطبقة سحابة عالمية، وهي المياه العليا المذكورة في الخلق. وهذا ما يسمى عادة منظر مظلة البخار).

ومع ذلك، كان هناك منذ ذلك الحين جدل بين الخلقيين حول صحة الحجج مثل تلك التي تقول أنه لم يكن هناك مطر قبل الطوفان والأفكار السابقة حول ما كان عليه عالم ما قبل الطوفان تتغير باستمرار.[بحاجة لمصدر]

## أنظر أيضا
- سفر أخنوخ
- جدول الأمم لأجيال نوح وفق المُعتقد اليهودي-المسيحي
- تاريخ الأرض